# Volant de Sant Cristòfol
El volant de Sant Cristòfol és un dolç fet de pasta de brioix, ornat amb fruita confitada i sucre, que té forma de volant. Es pot trobar a les pastisseries barcelonines al voltant de la diada de Sant Cristòfor de Lícia, el 10 de juliol.
Sant Cristòfol és el patró dels viatgers i, per extensió, dels automobilistes. Per això, tot un seguit de parròquies de Barcelona l'homenatgen amb cerimònies de benedicció de vehicles, especialment al carrer de Regomir, a la Ciutat Vella. Arran d'aquest patronatge, el gremi pastisser va decidir de comercialitzar el dolç del volant, que ha esdevingut menja tradicional de la festivitat.